# Formula One 06
Formula One 06 é um simulador de corridas desenvolvido pela empresa britânica SCE Studio Liverpool (Sony Computer Entertainment), lançado na Europa em 28 de julho de 2006 para PlayStation 2 e PlayStation Portable. O jogo tenta trazer a emoção de guiar um carro de Fórmula 1.
Como o jogo é baseado na época de 2006, todas as equipes e pilotos participantes desta época estão presentes no jogo, inclusive as equipes estreantes, como a Scuderia Toro Rosso (a antiga Minardi), a Super Aguri (que entrou na F1 com o apoio das outras equipes) e a Midland F1 (que participa com uma licença russa).

## Modos de Jogo
Existem 5 modos de jogo, que são:
- Time Trial: O jogador escolhe um dos 22 pilotos (ou usa seu piloto do modo Carreira, podendo escolher a seguir um carro clássico) e tenta bater voltas rápidas. O jogador também recebe medalhas de acordo com seu desempenho: Bronze, Prata e Ouro, mas se o tempo mais rápido que o jogador efetuar for muito superior ao tempo de Ouro de determinada pista, recebe-se a medalha de Platina. Os tempos de Bronze, Prata e Ouro variam de acordo com as pistas.
- Corrida: O jogador escolhe o circuito e o piloto com o qual deseja jogar, além das opções de dificuldade; a seguir, entra numa corrida de forma rápida, começando do último lugar (22º).
- Fim-de-semana de GP: O jogador entra na pele de um piloto durante um fim-de-semana completo de um GP, podendo participar das três sessões de treinos livres, da qualificação e da corrida, enfim.
- Campeonato do Mundo: O jogador entra, mais uma vez, na pele de um piloto já existente, mas desta vez para disputar um ano completo. São disputadas todas as etapas do Campeonato de F1 2006, assim como podem ser disputadas todas as sessões de treinos, a qualificação e a corrida de cada etapa.
- Carreira: Diferentemente do modo Fim-de-semana de GP e do modo Campeonato do Mundo, o modo Carreira permite que o jogador crie seu próprio piloto - um alterego, podendo editar a face, o nome e o capacete deste. Em Formula One 06, o jogador pode disputar 5 temporadas completas de F1, alterando as opções de dificuldade quando quiser: Se optar pelo nível Fácil, assim que concluir os testes, o jogador provavelmente será primeiro piloto de uma das equipes estreantes; se escolher pelo nível Médio, o jogador provavelmente será segundo piloto ou piloto de testes da Scuderia Toro Rosso, da Super Aguri ou da Midland F1; porém, se o jogador utilizar o nível Difícil, será necessário um altíssimo nível de habilidade para alcançar a vaga de piloto de testes de uma das equipes já citadas.

O jogo fez sucesso principalmente na Europa, América do Sul e na Austrália. Infelizmente, por conta do novo regulamento adotado em 2006 (que exigia que fossem utilizados motores 2.4 V8, em detrimento dos motores 3.0 V10), os carros são mais lentos, quando comparados com os autos do Formula One 05.

## Times e Pilotos
- Renault F1 Team
  -  Fernando Alonso
  -  Giancarlo Fisichella
- McLaren Mercedes
  -  Kimi Räikkönen
  -  Juan Pablo Montoya
- Scuderia Ferrari
  -  Michael Schumacher
  -  Felipe Massa
- Panasonic Toyota Racing
  -  Ralf Schumacher
  -  Jarno Trulli
- WilliamsF1
  -  Mark Webber
  -  Nico Rosberg
- Honda Racing F1 Team
  -  Rubens Barrichello
  -  Jenson Button
- Red Bull Racing
  -  David Coulthard
  -  Christian Klien
- BMW Sauber F1 Team
  -  Nick Heidfeld
  -  Jacques Villeneuve
- Midland F1
  -  Tiago Monteiro
  -  Christijan Albers
- Scuderia Toro Rosso
  -  Vitantonio Liuzzi
  -  Scott Speed
- Super Aguri
  -  Takuma Sato
  -  Yuji Ide

## Circuitos
- Grande Prêmio do Barém - Sakhir
- Grande Prêmio da Malásia - Sepang
- Grande Prêmio da Austrália - Melbourne
- Grande Prêmio de San Marino - Ímola
- Grande Prêmio da Europa - Nürburgring
- Grande Prêmio da Espanha - Barcelona
- Grande Prêmio de Mônaco - Monte Carlo
- Grande Prêmio da Grã-Bretanha - Silverstone
- Grande Prêmio do Canadá - Montreal
- Grande Prêmio dos Estados Unidos - Indianápolis
- Grande Prêmio da França - Magny Cours
- Grande Prêmio da Alemanha - Hockenheim
- Grande Prêmio da Hungria - Budapeste
- Grande Prêmio da Turquia - Istambul
- Grande Prêmio da Itália - Monza
- Grande Prêmio da China - Xangai
- Grande Prêmio do Japão - Suzuka
- Grande Prêmio do Brasil - São Paulo
- Test Track - Jerez*

*Jerez pode ser desbloqueado no modo Time Trial, definindo voltas de ouro em todos os 18 circuitos do Campeonato do Mundo.

## Recepção
O jogo recebeu análises "medianas" em ambas as plataformas, de acordo com o site agregador de análises Metacritic. No Japão, a Famitsu deu uma pontuação de 31 de 40 para a versão para PlayStation 2 e 28 de 40 para a versão de PSP.